# Joe Warbrick
Joseph Astbury Warbrick (Rotorua, 1 de enero de 1862-Géiser Waimangu, 30 de agosto de 1903) fue un jugador neozelandés de rugby que se desempeñó como fullback.
Fue el primer capitán de los All Blacks; en el primer partido del seleccionado ante los Wallabies jugado en 1884 y también fue el capitán de los New Zealand Natives. Desde 2008 es miembro del World Rugby Salón de la Fama.

## Biografía
De etnia maorí, Warbrick comenzó a jugar rugby en la escuela. En su edad adulta trabajaba como labrador, años más tarde su fama le permitió trabajar como guía de turismo de su Bay of Plenty natal, siendo el Valle volcánico de Waimangu uno de sus destinos.
Tristemente su trabajo lo encontró con la muerte en 1903; cuando falleció junto a varios turistas por una erupción del actualmente inexistente Géiser Waimangu.

## Carrera
En 1877 el niño fullback de 15 años resultó seleccionado para jugar para la Wellington Lions, haciéndole hasta la fecha (por lo menos que esté documentado) la persona más joven en jugar en un equipo de primera división en Nueva Zelanda.
En 1882 empezó a jugar para Auckland y fue el capitán contra los Waratahs, el primer equipo extranjero que visitó el país. Se retiró a la temprana edad de 32 años en 1894, por las lesiones sufridas en el rugby de esa época.
En 1888 los British and Irish Lions visitaron el país en su primera gira. Si bien los Leones no jugaron ningún test–match, disputaron partidos contra los más importantes equipos neozelandeses y existen registros de que Warbrick integró varios de estos por invitación.

## Selección nacional
Fue seleccionado a los All Blacks por primera vez en 1884 para enfrentar a los Wallabies. En 1888 Warbrick fue seleccionado, en algunas ocasiones dirigió técnicamente al equipo e inclusive financió a los Māori All Blacks que partieron de gira al Reino Unido y son conocidos como New Zealand Natives. A pesar de que el equipo jugó 107 partidos, incluyendo 74 en las islas británicas, Warbrick participó sólo en 21 partidos debido a los daños físicos.
Este seleccionado también lo integraron cuatro hermanos de Warbrick y este se retiró del seleccionado al regresar de la gira.

## Legado
Como dirigente se esforzó por la creación de muchas de las uniones provinciales y en 1892 fue uno de los fundadores de la New Zealand Rugby. Luchó por la integración maorí en el deporte, ya sea como jugadores representativos, administradores, o árbitros.
Warbrick juego al rugby con una evidente pasión, ya que los hombres de su tiempo describen el juego del capitán de la siguiente manera:

«Su marca era sensacional: su estilo de juego era la combinación de la velocidad de un wing y la entrega de un pilar, algo que nunca había sido visto en Nueva Zelanda.» Terry McLean.

Al ser el capitán y uno de los instigadores de la gira de 1888–89, Warbrick tuvo sin dudas un impacto en el desarrollo del rugby en su país. Cuándo los Nativos regresaron de su gira se produjo un incremento en la popularidad del juego entre los maoríes y a estos se le atribuye la introducción de un estilo de rugby tan bueno como ninguno visto en el Mundo, el mismo que tras más de un siglo permite la dominación del deporte por los neozelandeses.